# Parla
|  | Per al municipi madrileny, vegeu Parla (Madrid). |

La parla és l'ús particular i individual que un parlant fa d'una llengua; és a dir, el llenguatge articulat. En la lingüística sota una terminologia estructural, és la realització que un parlant individual fa, en un instant de temps determinat, de la llengua. Per tant, s'oposa al concepte general de llengua, pel seu caràcter lliure i creatiu, i alhora individual, mentre que la llengua és un acte social, distinció sorgida dels treballs de Ferdinand de Saussure. Més específicament, la parla és la selecció associativa d'imatges acústiques i conceptes que el parlant coneix i l'acte voluntari d'articulació.

## Problemes de la parla i la comunicació
Molts problemes poden afectar la capacitat humana per parlar i comunicar-se adequadament. Aquests problemes varien des de l'ús incorrecte de les paraules fins a la incapacitat total per parlar o entendre el llenguatge oral (afàsies). Entre les causes es poden incloure:
- Problemes auditius i sordesa
- Problemes amb la veu, com la disfonia o els causats pel llavi leporí o el paladar fes
- Problemes de la parla, com el tartamudeig
- Discapacitats del desenvolupament
- Problemes d'aprenentatge

Alguns problemes de la parla i la comunicació poden tenir causes genètiques. En molts casos, però, les causes són desconegudes. A primer grau d'ensenyament, aproximadament un 5% dels infants presenten problemes notoris de parla. La teràpia de la parla i del llenguatge pot ser molt útil en aquests casos.
El llenguatge oral abasta diverses àrees en què poden sorgir problemes, i la psicologia ha identificat al llarg dels anys nombrosos trastorns associats a la parla. Actualment, cadascun d’aquests trastorns compta amb tractaments específics. Entre els trastorns relacionats amb la parla es troben:
- Trastorn del llenguatge o disfàsia
- Trastorn fonològic o dislàlia
- Disfèmia, tartamudeig o trastorn de la fluïdesa amb inici a la infància
- Disàrtria
- Trastorn de la comunicació social (pragmàtica)
- Disglòsia
- Taquifèmia o farfalleig
- Afàsies